# بوكودو
ان مصطلح بوكودو أو بيكودو (أو في الكتاب المقدس بيقود أو بيكود ) يعود إلى القبيلة الآرامية البارزة  والمنطقة المرتبطة بها في جنوب أو شرق بلاد بابل .  عاشو على طول الحافة الشرقية لعيلام  ايضا في المنطقة القريبة من أوروك ونهر دجلة .  يُكتب اسم قبيلتهم أحيانًا بلكنه مختلفة مثل Puqūdu، ويُشار إلى سكان القبيلة أحيانًا باسم Puqūdian أو Puqūdians أو  أو Puqudaeans (كما موجود في رسائل النمرود ). بعض النقوش القديمة تستخدم Pukud .
يعرف البوكودو من أرشيف الحكومة في آشور ، "اشتهر بين منتصف القرن الثامن و 626 قبل الميلاد" ،  على الرغم من أن وجودها مُوثق في بابل كحد ادنى ابتداءا من القرن التاسع. بالاضافة الى ان تاريخ هجرتهم غير مؤكد. 
ويبدو انهم كانو مجموعة من القبائل الغير مترابطة، تشكّل تحالفات للعراك ولكن لم يحكمهم أي شكل من أشكال الحكومة المركزية. على غرار القبائل الآرامية الأخرى في تلك المنطقة، بما في ذلك كمبولو، ورؤى ، وغوراسيمو ، كان لدى قبيلة البوكودو العديد من القادة في نفس الوقت. ليس هنالك ادلة كافية للحديث بتفصيل اكثر عن منظمتهم السياسية.  يبدو أن نمط حياتهم كان يغلب عليه الطابع الريفي، مع رعي الكثير من القطعان.  تشير السجلات المتبقية المتعلقة بـ بوكودو ومجموعات أخرى إلى توتر مستمر الى حد كبير بين القبائل الأرامية الريفية، بما في ذلك قبيلة بوكودو، وكبار الريفين في آشور. 

## التاريخ

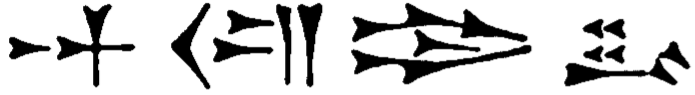
اسم نيرغليسار (القرن السادس قبل الميلاد)

تيغلث فلاسر الثالث ملك آشور (745-722)، قام بغزو البوكودو، وتدمير قوة هيليمو وبيلوتو، ومدينتان تعود لهما ايضا.  قام بنقل العديد من سكان قبيلة بوكودو ا الذين هزمو إلى أجزاء أخرى من إمبراطوريته. على الرغم من أن البوكودو تم دمجها في الإمبراطورية الأشورية، إلا أنهم تمردو مرارا ضد الأشور وشاركت في الحرب ضد حكام محافظات أشورية وحلفاء أشوريين في أواخر القرن الثامن وحتى القرن السابع.
من عام 721 إلى عام 710، حكم بابل مردوخ أبلا إيدينا الثاني الذي انتصر في بداية الحرب في بداية عهدته لجعلها مستقلة عن آشور وحاكمها سرجون الثاني (ملك آشور 721-705). في عام 710، قام سرجون بهزيمة مردوخ أبلا إيدينا وتحالفه، الذي شمل البوكودو.
ضم سرجون أرض بوكودو إلى مقاطعة غامبولو في عام 710، لكن لا زال من الضروري اقامة حملات عسكرية، التي نجحت في نهاية المطاف، ضد بيث-ياقين (القبيلة الكلدانية) وبوكودو بين عام 709 و707. بعد وفاة سرغون وتسلم ابنه سنحاريب (حكم 705-681)، وكذلك شارك البوكودو مرة أخرى في الثورات التي اندلعت عام 704 و 691.
في عام 652-648، اندلعت حرب بين آشوربانيبال ملك آشور، وأخيه المتمرد شمش شوم أوكين حاكم بابل، الذي ادعى بأن له الحق في حكم الإمبراطورية بأكملها. وشن البوكودو مع الآراميون متحالفين مع شمش شوم اوكين الحرب ضده الا انه هُزم وتوفي في عام 648. وتشير رسائل محفوظة إلى أنه خلال الحرب تمكن البوكودو من الدخول إلى أوروك وأخذ أسرى. على الرغم من بدأ آشوربانيبال في احكام سيطرته تم ترحيل البوكودو عدة مرات إلى مناطق أخرى في الإمبراطورية. 
هنالك مرجعان في الكتاب المقدس تتمحور حول تدمير القدس في عام 587 قبل الميلاد من قبل بابل،تشير بشكل عابر الى قبيلة البوكودو. المكتوبة في اللغة العبرية (التي تفتقر إلى حد كبير إلى حروف العلة) مثل pqd، والنسخة العبرية من الاسم تنطق بشكل تقليدي على النحو التالي: Pekod. يفسّر حزقيال تدمير القدس على أنها حكم من الله، قائلاً: ""لذلك هَا أَنَا أُحَرِّكُ عَلَيْكِ الْمُحِبِّينَ الَّذِينَ صَارُوا فِي قُدَمَيْكِ. وَسَأَجْلِبُهُمْ إِلَيْكِ مِنْ جَمِيعِ النَّوَاحِي. الْبَابِلِيِّينَ وَالْآشُورِيِّينَ مَعَهُمْ. كُلُّهُمْ شُبَّانٌ حَسَنُو الوجوهِ، وُلاَتٌ وَرُؤَسَاءُ، قَائِدُونَ وَجُنْدِيُّونَ، كُلُّهُمْ رَاكِبُونَ خَيْلًا."". يذكر إرميا بيكود بشكل مختصر كمقاطعة بابل في رسالته المحذرة ضد بابل: "تَقَدَّمُوا عَلَيْهَا إِلَى أَرْضِ مَرَاثَايِمَ وَإِلَى سُكَّانِ فَكُودَ. خَرِّبُوا وَاهْلِكُوا مِنْ بَعْدِهِمْ إِلَى الْآخِرِ. قَالَ الرَّبُّ. فِعْلُوا كَمَا أَمَرْتُكُمْ." .
كان الإمبراطور البابلي نيريغلسار الذي حكم من 560-556 قبل الميلاد وكان عضواً في قبيلة بوكودو وابن حاكم منطقة بوكودو داخل الإمبراطرية البابلية. 